# Потенций (епископ Луго)
Потенций (лат. Potentius, исп. Potencio; VII век) — епископ Луго в конце VII века.

## Биография
О Потенции известно очень мало. Единственный исторический источник, повествующий о нём — акты Шестнадцатого Толедского собора, состоявшегося 2 мая 693 года по повелению короля вестготов Эгики, в котором он принял участие. Вероятно, Потенций взошёл на епископскую кафедру незадолго до этого. Предыдущим главой епархии с центром в Луго был Евфрасий, в последний раз упоминавшийся в 688 году.
Потенций — последний известный епископ Луго времён существования Вестготского королевства. Больше ни об одном местном епископе конца VII — первой трети VIII века в источниках не сообщается. Сведения о главах епархии Луго возобновляются только после арабского завоевания Пиренейского полуострова и отвоевания города астурийским королём Альфонсо I Католиком. В списках епископов следующим после Потенция главой епархии назван Одоарио Африканец, возведённый на кафедру в 745 году.